# 麥當奴
麥當奴爵士，KCMG，CB（1814年9月3日—1881年2月5日），是英國派駐香港的第六任港督。麥當奴畢業於都柏林聖三一學院，其後加入殖民地部工作，期間歷任英國殖民地贊比亞、西印度、澳大利亞、加拿大的新斯科細亞等地總督，有殖民統治的行政和管理經驗。1872年任滿回國，被封爵士。1881年去世。

## 任內施政
麥當奴在任香港總督時，其中一個最大的政績便是籌建了東華醫院。1869年，香港政府撥款1萬5千元修建醫院。計劃得到了香港華商的資助。麥當奴也說服英國殖民地部撥款10萬資助興建東華醫院。此外，麥當奴大力推動香港實行印花稅制度，此稅制在前任總督夏喬士·羅便臣爵士時已提出，但受極大反對下擱置。在1860年代因《天津條約》、《中英五口通商章程》的簽訂和上海等城市對外商開放，香港貿易額被上海後來居上，麥當奴在任便決定開徵印花稅以彌補財政赤字，儘管面對大批商人和香港立法局議員上書反對，但因得到英國政府支持，印花稅最後成功地開徵，1868年的印花稅收入達10.11萬元，財政危機得以紓緩:97-98。
麥當奴港督任內另一項施政是放寛賭禁，香港社會當時充斥着各式地下賭館，政府雖已明令不准開設賭館和積極進行禁賭，惟成效不彰。麥當奴便決定對賭博採取較寛容的態度，考慮進行賭博合法化，並從中抽稅，彌補政府收入的不足。建議雖被英政府致力反對，認為香港須維護英國的社會道德觀念，但在麥當奴力陳推銷下（例如認為賭風已難遏止，任其地下發展將導致更多犯罪活動等），賭博最終還是解禁。1867年5月，香港立法局決議賭博合法化，同年7月1日起賭禁撤銷。1868年8月至1869年6月，政府獲取賭稅收入從1萬增至22萬元。幾年後，由於賭博導致的問題浮現，例如更多人終日沉迷賭博、打家劫舍和治安日差等，在市民尤其是教會致函英國政府反對下，終在1872年1月13日恢復禁賭:99-101。而這個禁賭令的恢復，導致了當時賭客從香港轉往賭博政策相對寬鬆的澳門，也造就了日後澳門博彩業的興起基礎。

## 以其命名的事物
- 麥當勞道（MacDonnell Road）：位於香港島半山區，早期寫法為「麥當奴道」
- 麥當奴山脈（MacDonnell Ranges）：位於澳洲北領地的山脈
- 麥當奴道站（MacDonnell Road stop），位於麥當勞道的山頂纜車車站。